# Ueda Kazuo
Ueda Kazuo (植田 和男) (sinh ngày 20 tháng 9 năm 1951) là nhà kinh tế học người Nhật Bản. Hiện tại, ông đang giữ chức vụ làm thống đốc Ngân hàng Trung ương Nhật Bản kể từ ngày 9 tháng 4 năm 2023.